# 마틴 루터 킹 시니어

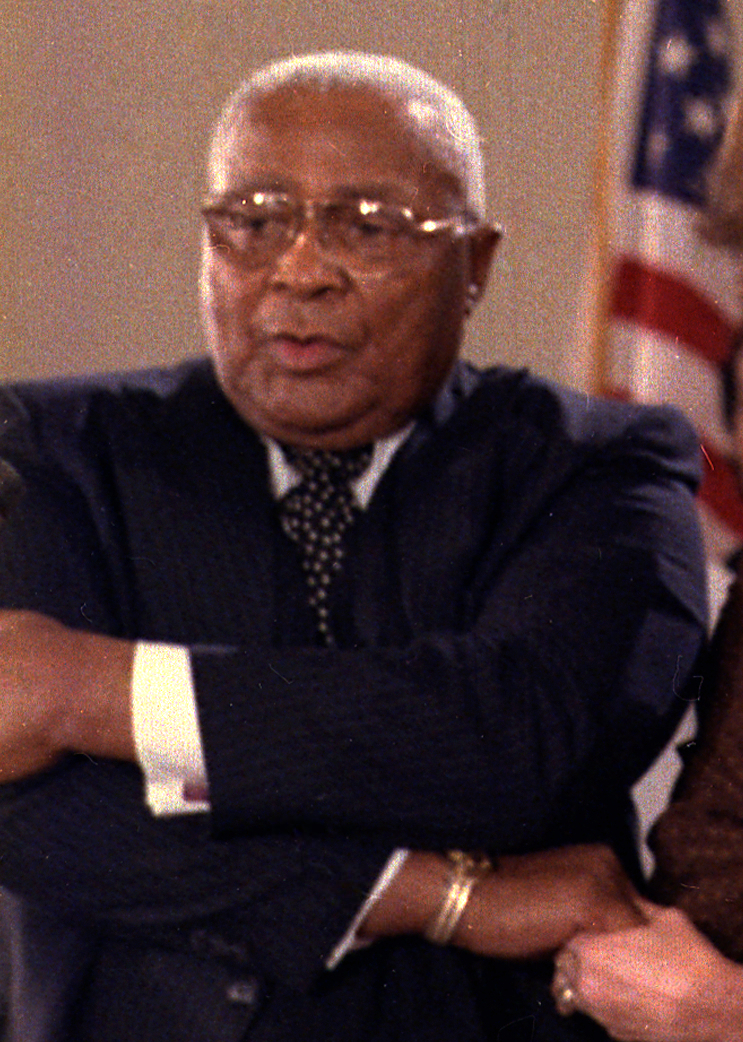
마틴 루터 킹 시니어

마틴 루터 킹 시니어(Martin Luther King, Sr., 1899년 12월 19일 ~ 1984년 11월 11일)은 미국 침례교 목사, 선교사이자 미국 인권 운동의 지도자며 또한 마틴 루터 킹 주니어의 부친이다.